# Stanisław Żydaczek
Stanisław Żydaczek (ur. 18 kwietnia 1940 w Janowie w powiecie gródeckim, zm. 13 grudnia 2014 w Choroszczy) – polski bokser, dwukrotny medalista mistrzostw Polski.

## Życiorys
Był brązowym medalistą mistrzostw Polski w 1960 w wadze muszej (do 51 kg) i w 1964 w wadze koguciej (do 54 kg). Zdobył drużynowe mistrzostwo Polski z Legią Warszawa w latach 1961/1962 i 1962/1963.
W latach 1963–1965 pięciokrotnie wystąpił w reprezentacji Polski, odnosząc 1 zwycięstwo i ponosząc 4 porażki.
Był odznaczony odznaką Zasłużony Mistrz Sportu.
Został pochowany w Niewodnicy Kościelnej.